# うまみちゃん
うまみちゃんとは、やおきんが販売しているスナック菓子「うまい棒」の公式キャラクター。

## 制作・来歴
うまい棒を販売するやおきんと有限会社フェイスウィンが共同してキャラクターの企画・考案を行った。イラストレーターのカッピー18がキャラクターデザインを担当しており、2017年2月15日から3日間に渡って幕張メッセで実施されたイベント「スーパーマーケット・トレードショー」で初めて公開された。うまい棒が発売開始された1979年当時からパッケージにプリントされていた「うまみちゃん」の兄にあたる既存キャラクターの名称は一意に決定されていなかったが、本キャラクターの誕生に際して「うまえもん」となった。同年7月25日にはシングル「Umy Story」で音楽活動を開始し、声優活動を行うUMAINAが歌唱を担当した。
2020年7月17日より、「駄菓子系Vtuber」を名乗り「うまみちゃんの部屋」というシリーズでYouTube配信活動を開始。同年11月30日投稿動画以降4ヶ月ほど更新が途絶えるが、しばらくして同シリーズ以外にも「歌ってみた」等の動画を投稿するようになる。投稿頻度は下がったが、現在も主にTwitter上で精力的に活動を続けている。

## プロモーション
うまい棒を30本詰め合わせたチーズ味とめんたい味セットのパッケージに「うまみちゃん」がプリントされ、娯楽施設などにおいて2017年3月25日から流通を開始させた。「うまみちゃん」を用いた商品展開は本セットが初めてで、これに端を発してチーズ味・くまモンとコラボしたかぼちゃコーンポタージュ味・東京地区で限定販売されたシナモンアップルパイ味・夏季限定販売のレモンスカッシュ味といったうまい棒関連商品や、錦糸町にあるラーメン店舗とのコラボキャンペーン、アーケードのボウリングゲームなどに起用されている。また、約1か月半の期間をかけて等身大サイズの「うまみちゃん」のフィギュアが制作され、2017年6月3日にあべのロフトに設置された店舗「うまい棒ポップアップストア」において「うまえもん」のフィギュアと同時に初めて公開された。同年8月15日にはあべのキューズモールにてシングルの発売イベントを実施し、声優のUMAINAが収録曲「Umy Story」「ウマイネーム イズ うまみちゃん」のライブ・パフォーマンスを披露した。

## 反響
「うまみちゃん」が発表された2017年2月当時、ソーシャル・ネットワーキング・サービス (SNS) やインターネットのユーザから反響があり、兄の「うまえもん」とは全く異なる風貌であることが取り沙汰された。さらに、赤城乳業の氷菓であるガリガリ君の公式キャラクター「ガリガリ君」の妹キャラクターである「ガリ子ちゃん」は兄と似たキャラクターデザインになっていることを踏まえ、「ガリ子ちゃん」と「うまみちゃん」を比較して論評する声もあった。
フィギュアが初めて披露された6月には「うまえもん」「うまみちゃん」フィギュアとの撮影会が実施され、のべ100人程度の参加者が集まった。さらにSNSのLINE上で使用できる「うまみちゃん」のスタンプも発売されており、「うまえもん」を凌ぐユーザからの支持がある。

## キャラクター設定
「ウマイアミ州」出身の帰国子女で地球上での年齢は17歳、身長は153cmで8等身である。頭にはうまい棒をモチーフとした20cmの帽子を被っており、腰まで伸びる長髪を携え、細い体型である。明るく素直な性格だが、冷静さを欠く一面もある。兄である「うまえもん」のことを好いている。

## 漫画
「うまみちゃん」を主人公とした漫画『うまみ物語』が『ニコニコ静画』にて2024年4月27日から連載されている。内容は青春コメディが描かれる。クレジットは原作：有限会社フェイスウィン、イラスト：おしるこデザインファクトリー。